# Мороськи (платформа)
«Мороськи» (белор. Мароськi) — остановочный пункт дизель-поездов в Молодечненском районе. Расположен на перегоне «Молодечно — Пруды» между остановочным пунктом Асаново и станцией Пруды.
Остановочный пункт расположен в одноименном поселке.

## В пути
Время в пути от станции Молодечно около 16 минут.